# Marek Bogusławski
Marek Paweł Bogusławski (ur. 25 kwietnia 1958 w Katowicach) – polski samorządowiec i lekarz, w latach 2018–2019 członek zarządu, a od 2019 wicemarszałek województwa świętokrzyskiego.

## Życiorys
Syn Jerzego i Anny. Ukończył studia na Akademii Medycznej w Warszawie, specjalizując się w medycynie rodzinnej i pediatrii. Od 1985 do 2006 zatrudniony w Szpitalu Rejonowym w Jędrzejowie oraz w Ośrodku Zdrowia w Prząsławiu. W latach 2000–2008 kierował Zakładem Podstawowej Opieki Zdrowotnej w Jędrzejowie, a od 2007 do 2008 pozostawał dyrektorem ds. medycznych w Uzdrowisku Busko-Zdrój. Później do 2018 prowadził Niepubliczny Zakład Opieki Zdrowotnej w Jędrzejowie.
Zaangażował się w działalność polityczną w ramach Prawa i Sprawiedliwości, został szefem struktur partii w Jędrzejowie. W 2006, 2010 i 2018 wybierano go radnym sejmiku świętokrzyskiego. 22 listopada 2018 został członkiem zarządu województwa, odpowiedzialnym za kwestie ochrony zdrowia. 13 listopada 2019 odwołano go z tej funkcji. Tego samego dnia niespodziewanie nie otrzymał dostatecznej liczby głosów, by zostać wicemarszałkiem województwa (nie poparli go bowiem radni Solidarnej Polski). 10 grudnia ponownie bezskutecznie głosowano nad jego kandydaturą. Ostatecznie na to stanowisko wybrano go 20 grudnia 2019 (do tego czasu jedynie w świętokrzyskiem funkcjonował zarząd z jednym wicemarszałkiem).
Został odznaczony Srebrnym (2009) i Złotym (2022) Krzyżem Zasługi.